# Branthwaite
Branthwaite – przysiółek w Anglii, w Kumbrii. Leży 46,3 km od miasta Carlisle i 412 km od Londynu. W latach 1870–1872 osada liczyła 281 mieszkańców.